# Antaxius tavaresi
Antaxius tavaresi är en insektsart som beskrevs av Aires och Menano 1922. Antaxius tavaresi ingår i släktet Antaxius och familjen vårtbitare. Inga underarter finns listade i Catalogue of Life.